# Telfit
Telfit, Khirbet Telfit o Tilfit (àrab: تلفت, Tilfit) és una vila palestina de la governació de Jenin, a Cisjordània, al nord de la vall del Jordà, 6 kilòmetres al sud-est de Jenin. Segons el cens de l'Oficina Central Palestina d'Estadístiques (PCBS), Telfit tenia 238 habitants en 2007.
Situada en un tel isolat a la vall de Zababdeh, Telfit té una elevació de 390 metres sobre el nivell del mar. Les localitats més properes són Kufeir al sud, Zababdeh al sud-oest, Qabatiya a l'oest, Umm al-Tut al nord, Jalqamus i al-Mughayyir al nord-est i Raba al sud-est. La font principal d'aigua és Ein Ginai, 6 quilòmetres a l'oest i hi ha 35 cisternes a la vila. En 1980 l'àrea edificada de Telfit era de 15 dúnams.

## Història
La part nord i oest de Telfit contenen ruïnes que daten dels períodes romà d'Orient i islàmic inicial (segles V-VIII). En algunes cases s'han usat materials de construcció antics.
En 1882 el Survey of Western Palestine del Fons per a l'Exploració de Palestina va descriure que la vila (llavors anomenada "Khurbet Telfit") tenia construcció moderna.
Al cens de Palestina de 1922, realitzat per les autoritats del Mandat Britànic, Telfit tenia 43 habitants; 24 musulmans i 19 cristians, tots ells ortodoxos. La població es va incrementar en el cens de 1931 a 120 habitants, tots musulmans, en un total de 26 llars.
En 1945 la població era de 170 musulmans, amb 6.627 dúnams de terra, segons un cens oficial de terra i població. D'aquests, 194 dúnams eren usats per plantacions i terra de rec, 2.726 dúnams eren per cereals, amb un total de 3.707 dúnams de terra urbanitzada.
Com a conseqüència de la guerra araboisraeliana de 1948, i després dels acords d'armistici araboisraelians de 1949, Telfit van passar a pertànyer a Jordània i després de la guerra dels Sis Dies de 1967, ha estat sota domini israelià.